# Volta a vela

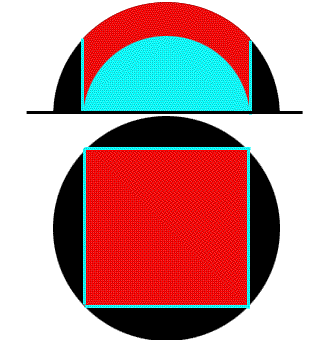
Esempio in proiezioni ortogonali di una volta a vela sferica

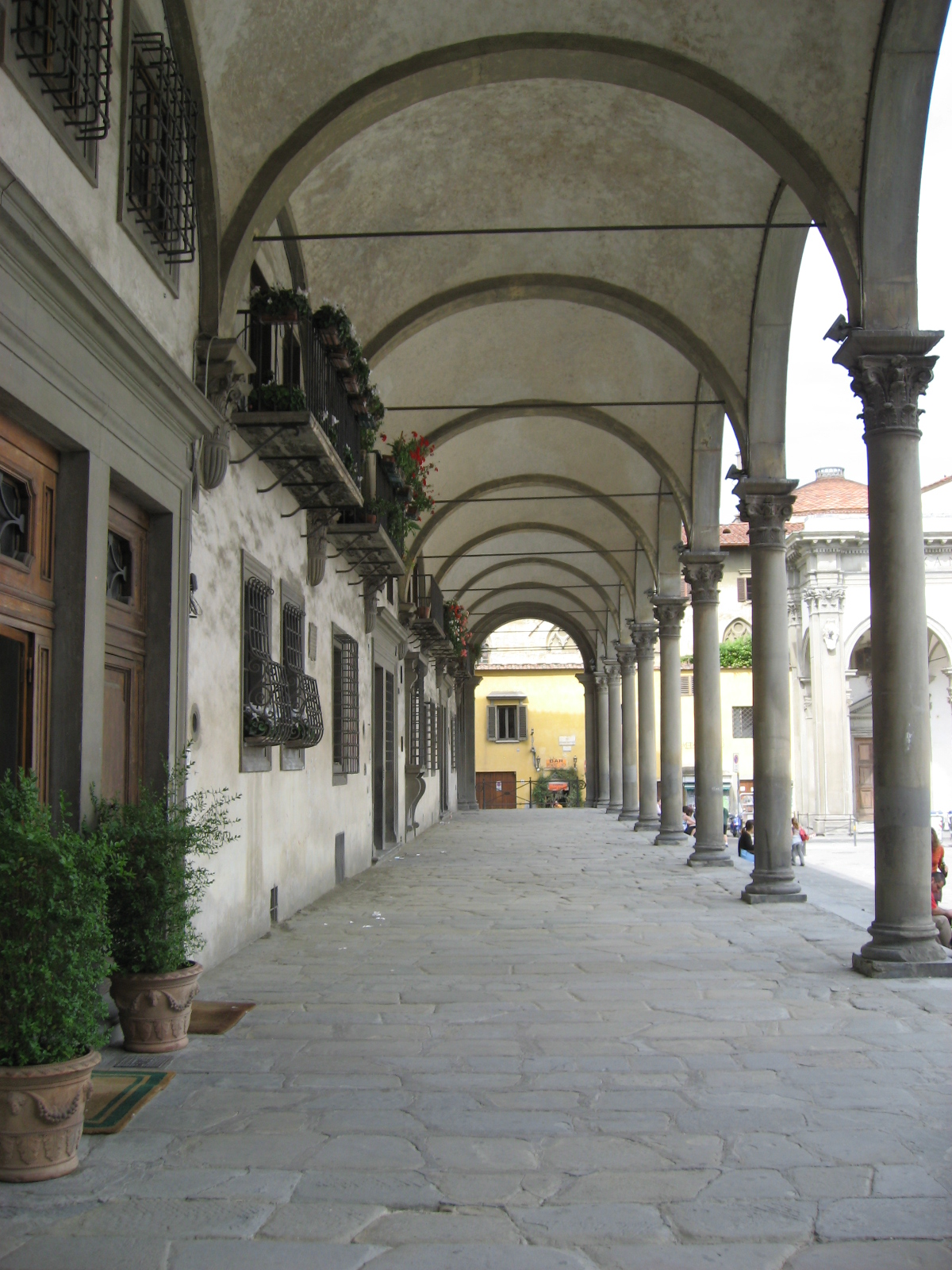
Volte a vela nel loggiato dei Serviti a Firenze

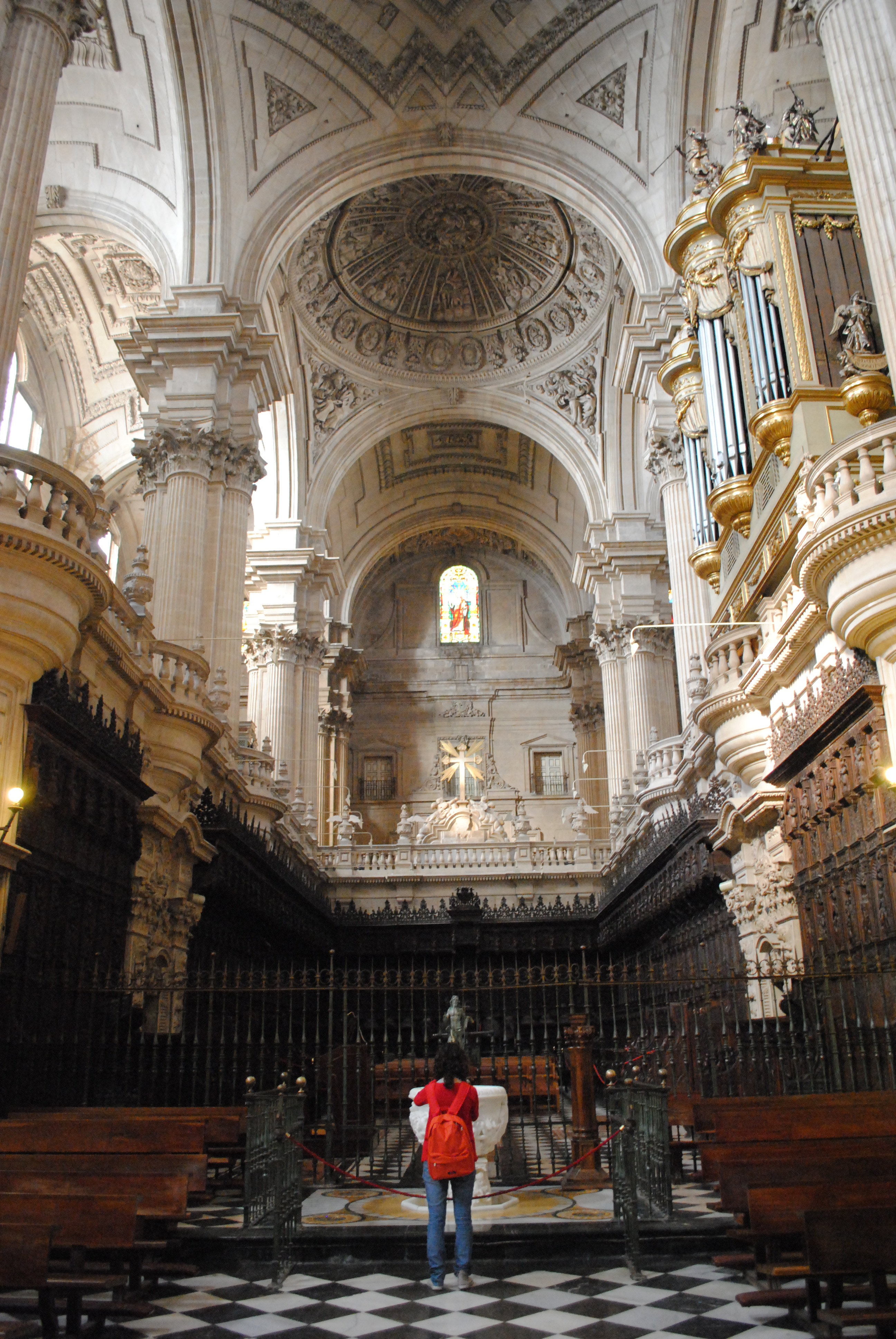
Cattedrale di Jaén, Jaén, Spagna

La volta a vela è un tipo di copertura architettonica simile a una cupola a base quadrata.
Nella forma più semplice si tratta di una semisfera o di un emisfero circoscritto in un vano quadrato, senza le parti esterne al quadrato.
In geometria descrittiva va ad indicare una parte comune a due solidi formati da:
- Una calotta sferica che abbia, rispettivamente: come asse di rotazione una retta verticale, come meridiano generatore un arco di conica e come parallelo direttore una circonferenza.
- un prisma ad altezza indefinita avente come propria sezione retta un poligono — in genere un quadrato — inscritto dal parallelo.

Secondo il tipo di conica da cui è formato il detto meridiano la volta a vela può essere classificata come segue:
- Volta a vela sferica (la propriamente detta volta a vela)
- Volta a vela ellissoidica
- Volta a vela parabolica
- Volta a vela iperbolica ad una falda.

Si può chiamare anche volta a bacino o a catino quando si presenti come una cupola ribassata impostata su pennacchi.

## Esempi di strutture con volte a vela
- Chiesa di Sant'Antonio, Anacapri
- Spedale degli Innocenti, Firenze
- Basilica di San Lorenzo, Firenze
- Basilica di Santo Spirito, Firenze
- Cappella del Cardinale del Portogallo, Firenze
- Santuario di Maria Santissima Mater Domini, Laterza (Italia)
- Chiesa di San Fedele, Milano
- Chiesa di San Donnino Martire, Montecchio Emilia
- Chiesa dei Santi Quirico e Giulitta, Cavaria con Premezzo (VA)
- Cattedrale di Jaén, Jaén, Spagna
- Basilica di Massenzio, Roma
- Mausoleo di Galla Placidia, Ravenna